# Trolle
 Internetfænomenet Trolle.
Trolle er en skånsk (oprindelig smålandsk) uradelsslægt, som fører en trold i sit våben, og hvis aner kan følges tilbage til 1300-tallet. Slægten er uddød i Danmark, men lever endnu i Sverige. Slægten har sin oprindelse i Sverige, men de fleste medlemmer var bosat i Skåne, og i senere tider på den danske side af Øresund. Herluf Trolle er en af de største danske søhelte i historien.

## Historie
Stamfader var ridderen Birger Knutsson, kaldet Birghe Trulle (død tidligst 1367). Hans søn væbner Birger Trolle (d. tidligst 1440) på Bo (nu Trollebo) i Lemnhults sogn i Småland blev far til rigsråden Birger Trolle (d. 1471) på Bergkvara i Bergunda sogn i Småland, som var far til Arvid Birgersson Trolle. Dennes søn Erik Arvidsson Trolle blev far til Gustav Trolle.
Eriks halvbror, ridderen Jakob Trolle (død 1546), bosatte sig i Danmark og anskaffede ejendomme i Skåne, samt blev stamfar til en dansk gren af slægten Trolle gennem sin søn, som var farfar til den danske rigsråd og statholder i Norge Niels Trolle (1599–1667).
Den svenske gren uddøde egentlig 1568, da underadmiral Arvid Turesson Trolle (søn af rigsråd Ture Arvidsson Trolle, som var bror til Erik Arvidsson Trolle) døde på Bergkvara.
Niels Trolles søn ritmester Arvid Nielsson Trolle (1653–98) på Näs, (nu Trollenäs) i Skåne) introduceredes 1689 i det svenske Riddarhuset, og samtlige nulevende medlemmer af slægten Trolle nedstammer fra ham.
Kammerherre Nils Trolle (1777–1827) fik 1816 friherreværdighed for sig og sine efterkommere.
Kendte medlemmer
- Gustav Trolle, sandsynligvis født 1488, død 1535, ærkebiskop.
- Herluf Trolle, dansk admiral.
- Arvid Nielsson Trolle (1653–98), stamfader for den svenske Trolle-slægt.
- Eric Trolle, født 1863, død 1934, svensk rigsmarskal.
- Nils Trolle, friherre, siden 1984 forvalter af Trollenäs slott og slotspark.
- Ulf Trolle, (søn af Nils) friherre. Siden 1973 adm.dir. i Trollenäs Gods AB.
- Alf Trolle, kaptajn på Danmarksekspeditionen og leder af denne på hjemturen, efter Mylius-Erichsens død.
- Snorri Askham Trolle (1988- ), hestemester i Løgumkloster.

## Slægtens steder
- Trollenäs slot
- Trolleholm slot
- Brahetrolleborg
- Trolholm, siden 1708 Holsteinborg
- Rørvig - en stor del af den lille by Rørvig har været ejet af medlemmer af Trolle-slægten, og Herluf Trolle har en gade døbt efter sig i byen. Gården Trollesminde, Trollesvej og en mindre skovsti, Trollestien, ligger i Rørvig.

## Andre Trolle-slægter
I Danmark er der en anden slægt med sangeren Ane Trolle , politimester Ib Trolle og hans bror statsadvokat Jørgen Trolle og naturmanden Lars Trolle.